# Santa Maria Goretti (diaconia)
Santa Maria Goretti (in latino: Diaconia Sanctæ Mariæ Goretti) è una diaconia istituita da papa Benedetto XVI il 18 febbraio 2012. La diaconia insiste sulla chiesa di Santa Maria Goretti.

## Titolari
- Prosper Grech, O.S.A. (18 febbraio 2012 - 30 dicembre 2019 deceduto)
  - Vacante (2019-2023)
- Agostino Marchetto, dal 30 settembre 2023